# Muzeul Electricității (Lisabona)
Muzeul de Electricitate (în portugheză Museu da Electricidade) este un centru cultural care prezintă, în spațiile sale, trecutul, prezentul și viitorul energiei, un concept al Muzeului de Știință și arheologie industrială, unde coexista expoziții tematice și experimentale, cu cele mai diverse manifestări culturale și de afaceri.
Este situat în Belém (Betleem), pe un teren cucerit pentru Lisabona de fluviul Tejo la sfârsitul secolului al XIX-lea, una dintre zonele cu cele mai multe monumente istorice din Lisabona, unde putem găsi printre altele, Mănăstirea Jeronimos, Centrul Cultural Belem, Turnul Belem, Monumentul Descoperiri, Palatul si Muzeul Președinției Republicii Portugheze, Muzeul de Calești sau Frânghia Națională.
Clădire clasificată ca Imobil de Interes Public, Muzeul de Electricitate este situat pe perimetrul fostei centrale termoelectrice (Central Tejo), care a iluminat orașul Lisabona mai mult de patru decenii.

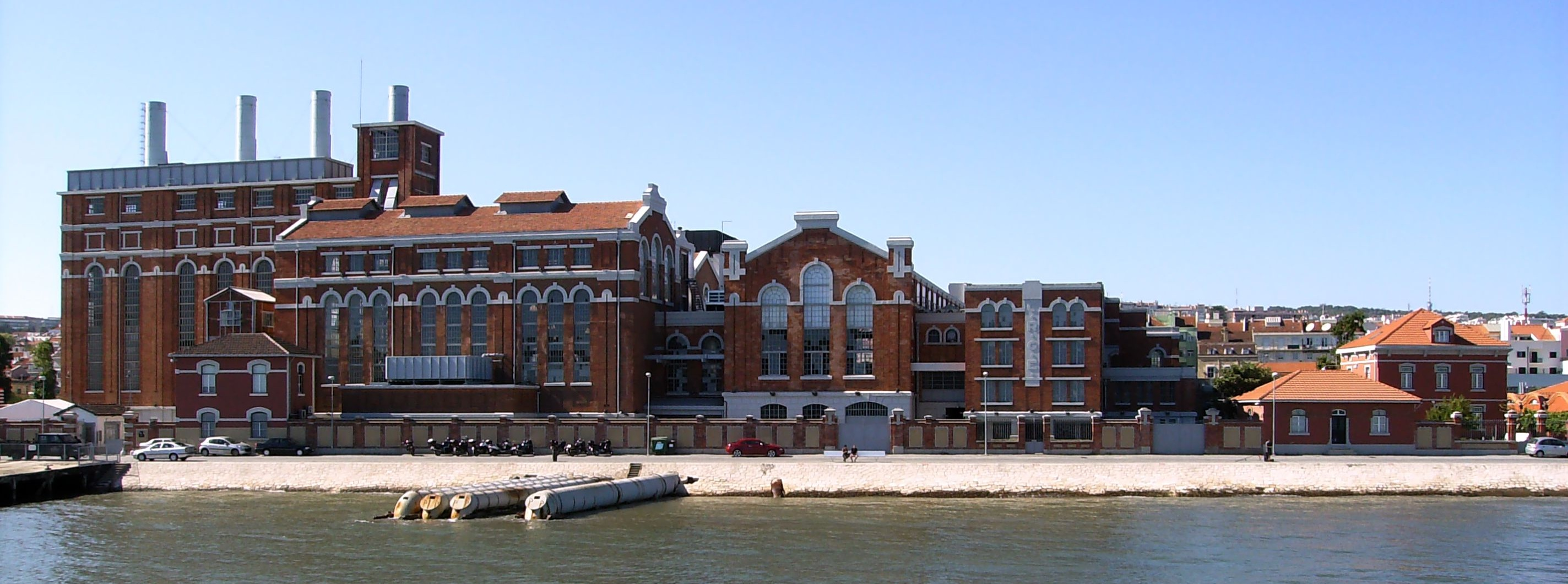
Centrala Tejo,actualul Muzeu de Electricitate – vedere de la râul Tajo

A fost deschis ca Muzeu în anul 1990. Zece ani mai târziu, Muzeul de Electricitate a trecut printr-o altă perioadă de reabilitare a clădirilor și echipării acestora, pentru redeschiderea la public în 2006, acum restaurat și cu un nou discurs și propuneri muzeologice.
Astăzi, cu aspectul său cultural și multidisciplinar, vizitatorii se pot bucura de o varietate de evenimente; de la expoziția permanentă a Muzeului, care arată și explică, prin intermediul echipamentelor originale ale fostei Centrale Tejo, modul de funcționare  și mediul de lucru în centrala-fabrică, pâna la expoziții temporare de o mare diversitate (pictură, sculptură, fotografie…), dar oferă de asemenea, spații didactice și jocuri pe temă de energie, mostre de energie solară în exterior, teatru, concerte, conferințe, etc.
Muzeul de Electricitate este parte integrantă a patrimoniului și structurii Fundației EDP, care aparține Grupului EDP-Energias de Portugal, SA.

## Arhitectura

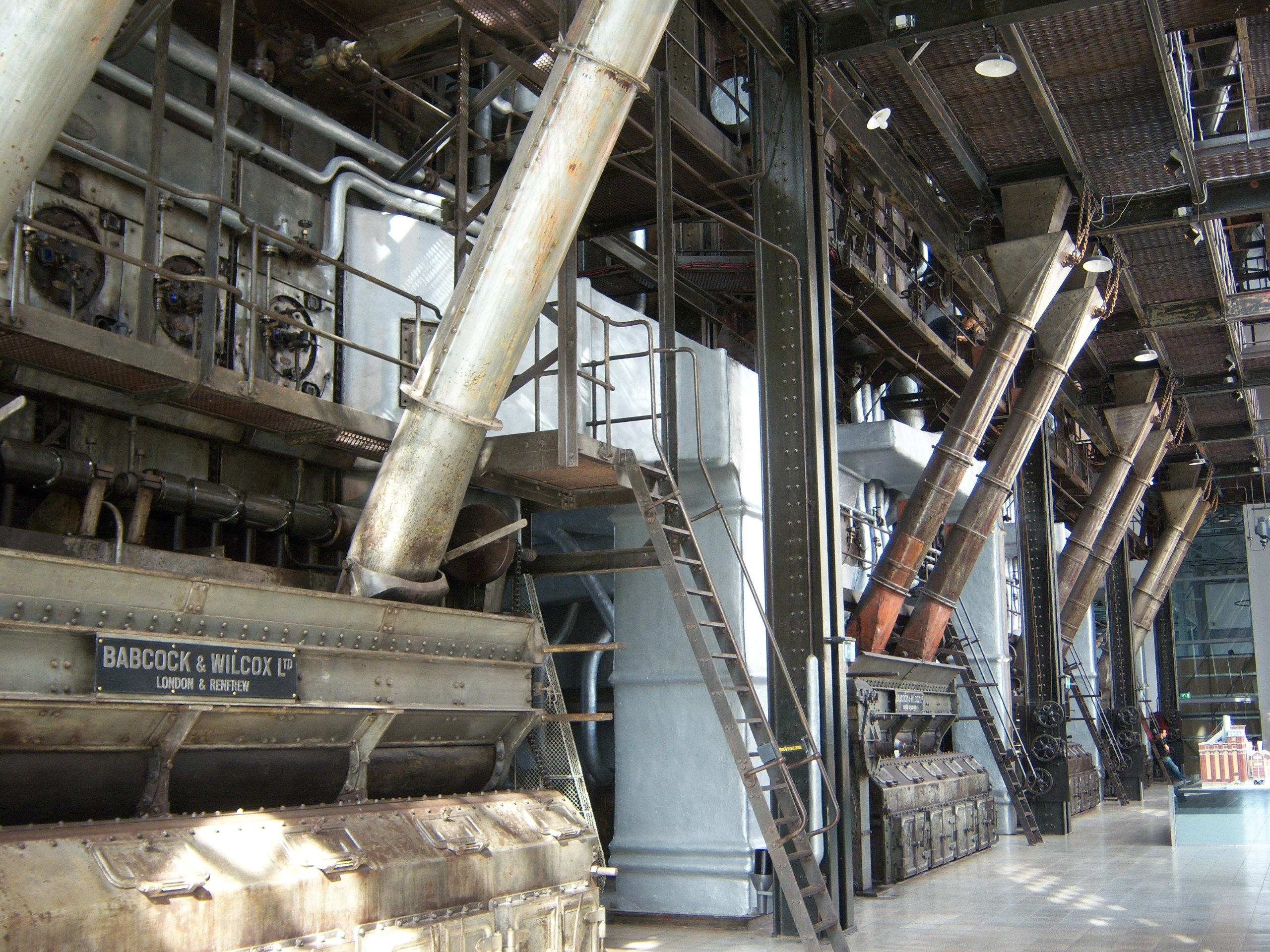
Sala Cazanelor

Tot complexul, care constituie Centrala Tejo, reprezintă o veche Centrală Termoelectrică, care furniza energie electrică în Lisabona și în împrejurimile ei. Aceasta este o clădire unică în peisajul arhitectural din Lisabona, și unul dintre cele mai bune exemple de arhitectură industrială din prima jumătate a secolului XX în Portugalia.
Centrala Tejo a fost construită între anii 1908 și 1951, cunoscând în toată această perioadă diferite stadii de extindere. Structura sa, urmărește tipul de arhitectură occidentală de fier cu căptușeală din căramidă, care stabilește și decorează fațada în stiluri artistice, de la arta noua, în cele mai vechi corpuri ale lor (clădirea de joasa presiune ), până la clasicism mai contemporan (clădirea de înaltă presiune). Odată cu extinderea centralei, au fost achiziționate de-alungul anilor terenuri și clădiri adiacente la propria centrală, ceea ce face azi un mare complex industrial cu o varietate de scopuri, fiind mereu fundalul fluviului Tejo care i-a dat numele.
Din cauza stării de conservare a acestora, între anii 2001 si 2005, Muzeul a suferit lucrări de restaurare, pentru consolidarea structurilor, fațadelor și a utilajelor din interior și, cu un nou proiect muzeologic, transformându-se în ceea ce se poate vedea astazi.

## Tur virtual
Totul începe în Piața Carbunelui, locul de primire a vizitatorilor, precum și spațiu pentru expoziți  și evenimente. Aici pe acest loc, în trecut, începând de la fluviul Tejo se descărcau tone de cărbuni pentru a fi folosiți în fabrică. În aceeași curte, pot fi contemplate: sita, silozurile, ascensoarele pentru cărbune care amestecau și direcționau cărbunele pâna în partea de sus a clădirii pentru Cazanele de Inaltă Presiune.
Intrarea în interiorul complexului industrial se face prin Sala de Expoziții, vechea clădire a Cazanelor de Joasă Presiune; unde acum este un spațiu liber, unde exista expoziții temporare și unde înca se mai pot observa conductele de aburi și buncarele pentru cărbune de la vechiile cazane care acum sunt dezmontate.
De aici se intră în Sala Cazanelor , în vechea clădire a Cazanelor de Inaltă Presiune;unde prin forma lor impresionantă, vizitatorii pot observa patru cazane mari de aproximativ 30 de metri înăltime, panouri de control, circuite de aer și combustibil, ventilatoare, etc.
Exista cazanul nr.15, care a fost modificat să permită accesul vizitatorilor în interior și să se poata vedea structura și componentele interne (banda rulanta de fier, peretii Bailey, injectoarele de combustibil, tuburile de încălzire a apei, etc.).
Pe lânga cazane, în acest spațiu amplu, de asemenea este dat să se cunoască istoria de construire a Centralei Tejo și o abordare inițială a condițiilor de lucru dificile ale muncitorilor săi.

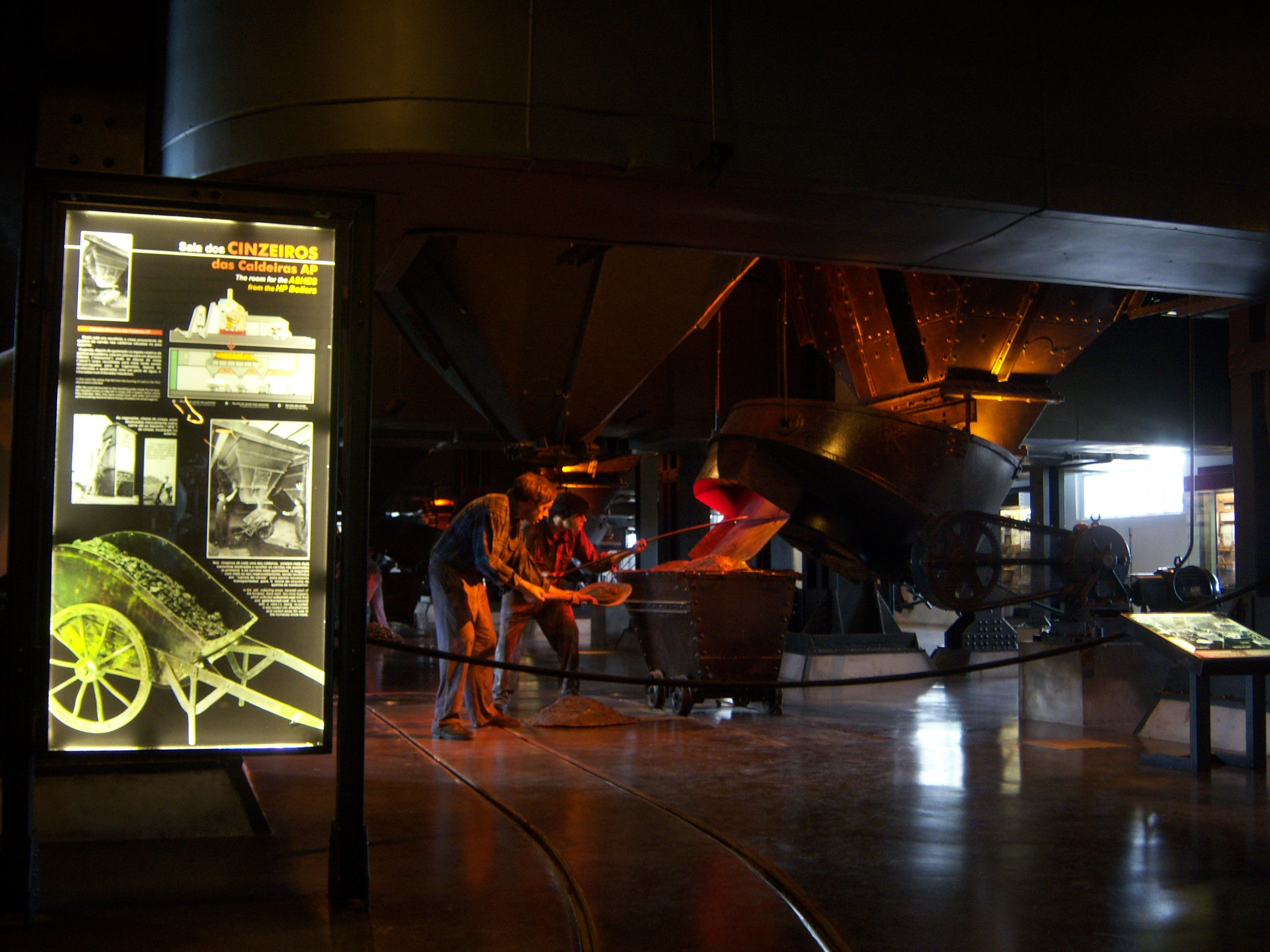
Vezi Sala Cenușarelor de sub Cazanele de Înaltă Presiune

La parter este situată Sala Cenusarelor, zona unde era colectată cenusa de la cărbunii arși sau semi arși. O atenție deosebită este acordată condițiilor de lucru dificile existente aici, consecințelor de căldura existente și de respirația de cenușa rezultată de la arderea cărbunelui. Dar conținutul de muzeu nu se oprește doar la atât și la lucrările de fier forjat, tâmplărie și transport, calitate și originea cărbunelui care sunt prezentate.
Continuând vizita, se intră în Sala de Experiențe, care este împartită în trei secțiuni: una dedicată surselor de energie (atât din surse regenerabile cât și fosile), alta dedicată oamenilor de stiință care au contribuit istoric pentru avansarea asociată cu producția de energie electrică, și o a treia zona de “a învăta…jucând”, unde există diferite moduri de învățare și jocuri legate de electricitate. Este un loc de diversități și de învățare, prezent la finalul unei vizite cu ghid pentru ca toți să poată utiliza energia lor și cunoștințele acumulate.
Ieșim din sala de experiențe și intrăm în Sala de Apă. În acest spațiu și în următoarea, Sala de Mașini, discursul muzeologic, este din nou egal ca și cel de la cazane, fiind perceput prin tuburile vopsite în diferite culori care trec printre mașini, prin pereți sau prin tavan. Fiecare culoare are propria corespondența în conformitate cu tipul de fluid care a circulat pe acolo: abur uscat, abur umed, apă, etc.
Revenind la Sala de Apă, prezintă procesul de tratare a apei pentru a fi folosită în continuare în cazane. Mașinile pe care le putem observa, sunt electropompe, depanatoare, filtre sau distilatori din anii 40, al secolului XX.
Imediat dupa această sală, este Sala Condensatoarelor, loc unde sunt expuse condensatoarele pentru răcirea aburului, precum și pompele ce permit canalizarea apei din fluviul Tajo, sursa rece esentială pentru funcționarea Centralei Termoelectrice. În partea din spate a sălii, unde sunt expuse comutatoarele de la grupurile de generatoare ale centralei, se afla o expoziție permanentă numită, Chipuri ale Centralei Tejo, un tribut adus muncitorilor Centralei, prin fotografiii și audiovizuale care arată activitatea și condițiile de muncă.
La etajul superior a sălii condensatoarelor, este Sala Generatoarelor, unde se găsesc două din cele cinci grupuri turboalternatoare de care dispunea Centrala. Unul a fost muzealizat, fiind deschisă structura sa pentru a se putea vedea componentele interne și pentru a permite vizitatorilor o mai bună înțelegere cu privire la modul cum se genera energie electrică.
În cele din urmă, la un nivel superior, este Sala de Comandă; locul de unde se controlau generatoarele, stațiile de transformare și distribuția de energie electrică prin rețeaua de alimentare de la centrala. Astăzi, ea este transformată într-o zonă de experimente, unde ghizii  muzeului explică istoria asociată cu producția de energie electrică prin exemple practice de zi cu zi, cum ar fi: bateria de lămâi, funcționarea energie regenerabile sau simplificarea procesului de producție  a propriei centrale, cu o butelie de gaz și o oală sub presiune, toate acestea într-o perspectivă educatională adecvată publicului în cauză.

## Colectarea
Colecția Muzeului de Electricitate, nu se limitează doar la partea vizibilă a muzeului, ci are de asemenea și colecții. Prioritatea a fost bazată pe recuperarea de elemente care pot demonstra, prin restaurare și conservare, precum și prin dobândirea, conservarea și inventarierea de piese noi, provenind de la instalațiile din întreaga țara, sau din donații particulare.
În prezent, muzeul găzduiește o mare cantitate de bunuri mobile expuse, cum ar fi: Cazane, turboalternatoare și condensatoare din anii 1930-1950, și a bunurilor din colecție, cum ar fi piese si echipamente care acoperă perioada de la sfârșitul secolului al XIX-lea, până în ziua de azi. Iese în evidență colecția de electrodomestice, mașini electrice, piese și matrițe de iluminat public și privat din lemn și fier, echipamente de laborator, supape, machete, etc.

## Centrul de Documentare
Centrul de Documentare al Muzeului de Electricitate, are ca scop să creeze un centru specializat în studiul și înțelegerea energiei și în special al electricității. Se compune din aproximativ 60 000 de volume de documente în diferite formate (documente, planuri, cărți, vídeo-uri, etc.), care acoperă perioada de la 1848 și până în zilele noastre. Mai mult de 90 000 de fotografii și aproximativ 15 000 de cărți, majoritatea de specialitate în electricitate (în toate aspectele sale: tehnice, constructive, economice, istorice sau sociale), dar și monografii privind patrimoniul industrial și arheologic, muzeologie, teme de cultură generală, enciclopedii și publicații periodice.
Centrul are de asemenea o politică de identificare și încorporare de documente, care pot fi găsite pe internet sau în propriul centru, precum și publicarea de monografii despre istoria de electricitate din Portugalia.

## Activități
Pe tot parcursul anului, se realizează o mulțime de activități la Muzeul de Electricitate, atât în interior cât și în exterior, cum ar fi: expoziții temporare, ”Luna de Știință”, concerte, conferințe, etc.
În acest sens, Piața Cărbunelui, nu este doar pentru a da un călduros bun venit vizitatorilor Muzeului. Uneori ea se transformă într-o adevărată sală în aer liber, unde se dezvoltă o serie întreagă de evenimente de o diversitate fascinantă.

### Luna de Știință
În cursul lunii Mai, în Piața Cărbunelui, se realizează Luna de Știință, o etapă care integreaza multiple activități. Deși majoritatea fac parte din trecut, prima ediție ca etapă anuală a fost în anul 2009. Evenimentele care fac parte din Luna de Știință, sunt: Olimpiada de Fizică (competiție pentru tinerii), Expoziția Națională de Știință, Festivalul pentru Copii, Festivalul Solar și Raliul Solar. Cu excepția “Olimpiadei de Fizică”, promovată de Societatea Portugheză de Fizică, toate celelalte activitați au fost promovate de Muzeul de Electricitate. Aceste activitatii au fost realizate pana in anul 2015, insa acum nu mai au loc aceste activitati din cauza noii conduceri a muzeului.

## Informații

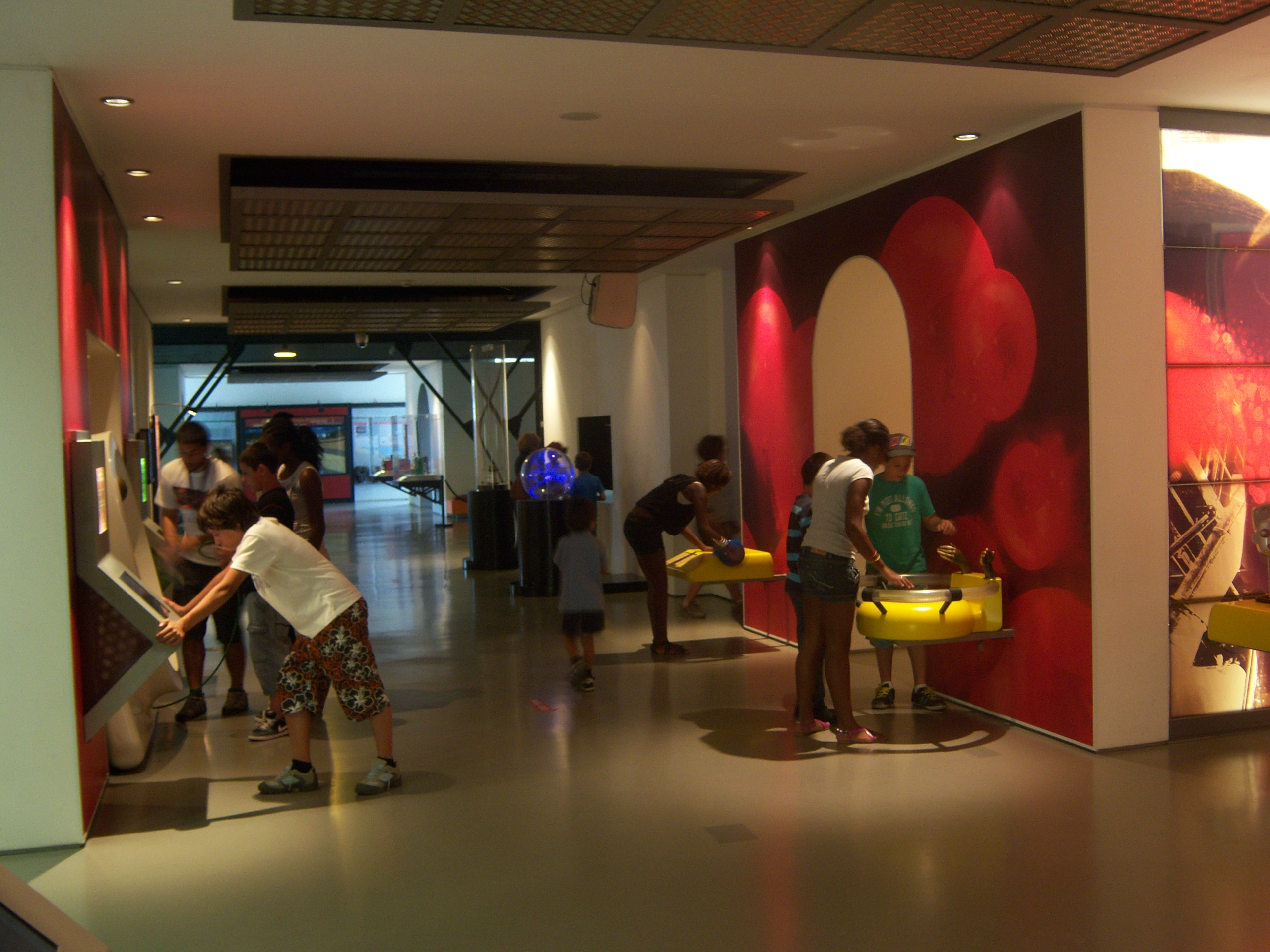
Sala de Experiențe, un spațiu de jocuri și distracție

### Adresa
Avenida de Brasilia, Central Tejo
1300-598 Lisboa

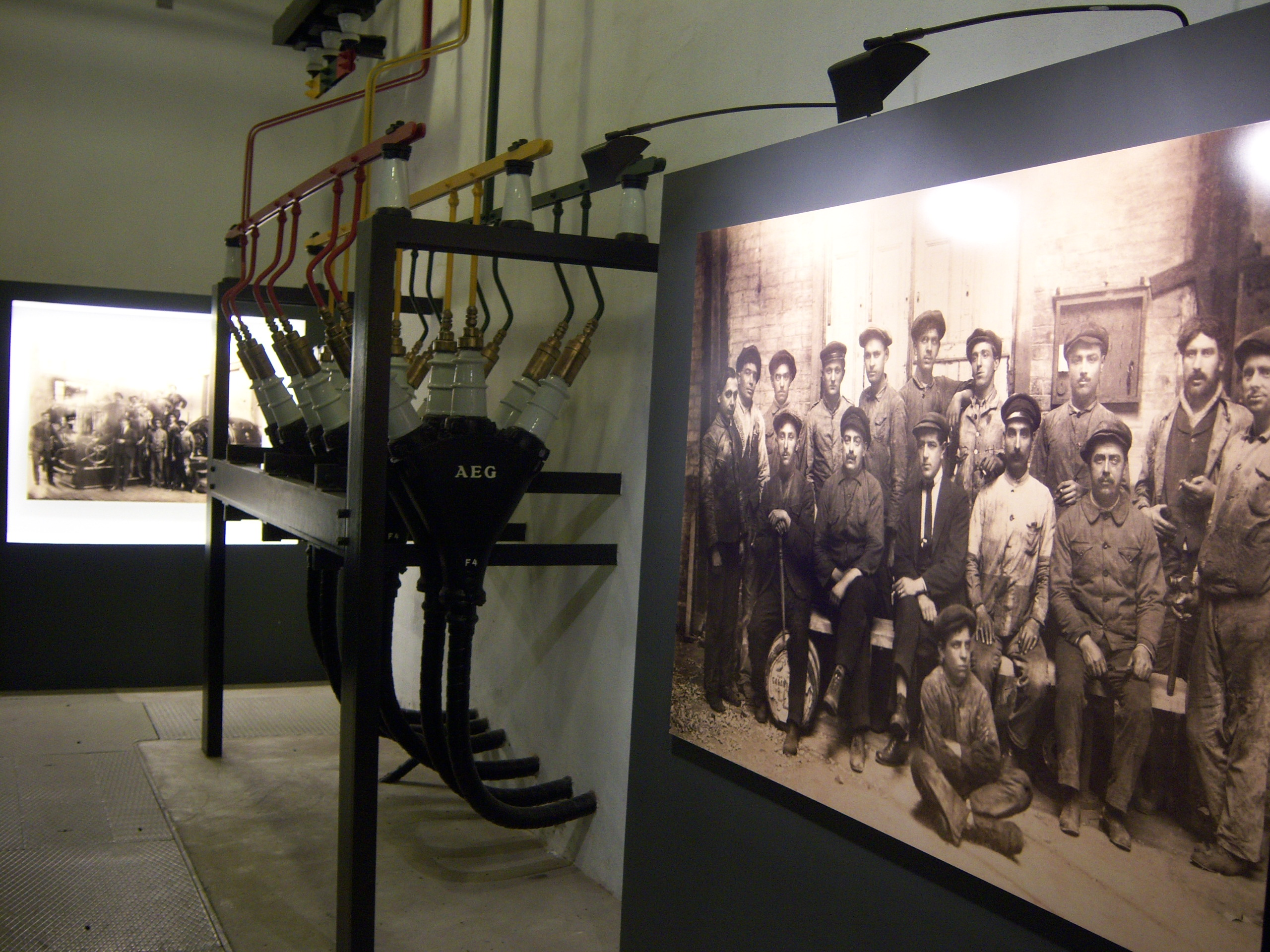
Sala Condensatoarelor.Detalii despre comutatoare ți expoziția: Chipuri ale Centralei Tejo

- Telefon general: +351 21 002 81 09 / 30
- Fax: +351 21 002 81 04
- E-mail: museudaelectricidade@edp.pt

### Program
Deschis de Miercuri până Luni de la orele 10:00 la 19:00
Muzeul este închis: Marțea, 1 Ianuarie, 1 Mai si 25 Decembrie
Intrarea costa 11 Euro.

### Vizite Ghidate
Muzeul de Electricitate oferă vizite ghidate dinamice și educaționale pentru cei care doresc să înțeleagă mai detaliat producția de energie electrică dintr-o centrală electrică. Vizitele, de asemenea abordează tematica energiei regenerabile și includ multe experiențe simple dar educative despre electricitate. Aspecte cum ar fi sursele de energie regenerabilă, experiențele cu privire la producția internă care sunt supravegheate și executate de ghizi, care formează o echipă tânară și mereu gata să lămurească vizitatorii.
Vizitele pot fi programate pentru grupuri, în fiecare zi.La sfârșitul săptămânii se realizează vizite pentru toți vizitatorii care vor să participe, fără a fi necesară programare din timp.

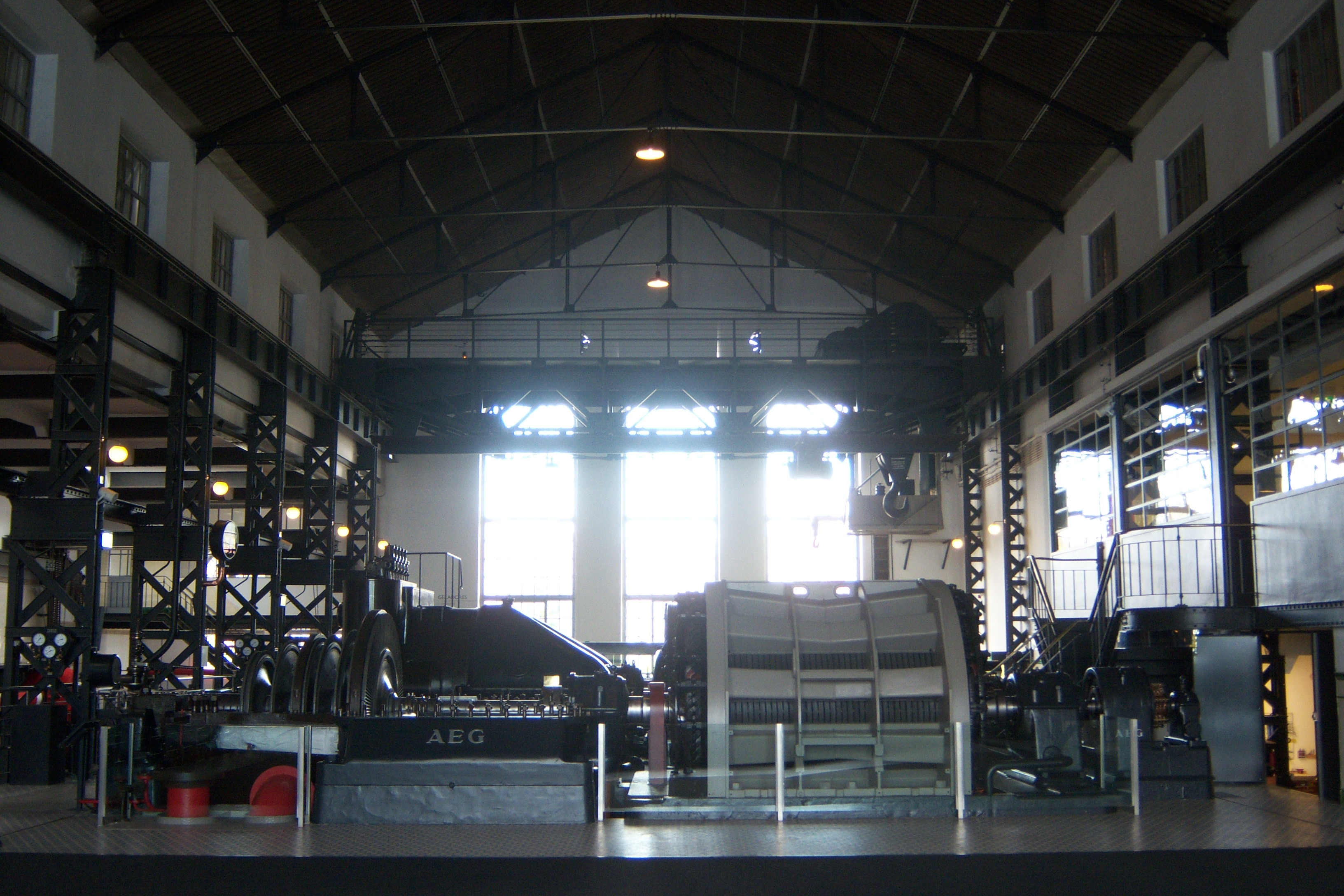
Vezi Sala Generatoarelor,cu un turbo-alternator muzealizat

Rezervări pentru grupuri: +351 21 002 82 42 / +351 21 002 81 05
Vizite fără programare prealabilă
Sâmbăta și Duminica la orele: 10:30; 12:00; 15:00 și 16:00.
Înregistrarea și punctul de întâlnire la Recepție.
Durata: Între  1oră  și  1oră si 30min.

### Transport
- Tranvaiul: nr.15
- Autobuzele nr.: 728;  714;   727;   729;   751
- Trenul: Cais do Sodré – Cascais (Stația Belém)
- Barca: Trafaria – Belém si Cacilhas – Belém